# Phạm Thu Hà
Phạm Thu Hà, tên đầy đủ là Phạm Thị Thu Hà (sinh 09 tháng 10 năm 1982 tại Hải Phòng), là ca sĩ và nhà sản xuất thu âm người Việt Nam. Cô thường được gọi với cái tên "họa mi bán cổ điển".
Phạm Thu Hà được đào tạo thanh nhạc, chuyên ngành nhạc cổ điển tại Học viện Âm nhạc Quốc gia Việt Nam. Kiên trì theo đuổi con đường cổ điển giao thoa (classic crossover), phải tới năm 30 tuổi, cô mới ra mắt album đầu tay Classic Meets Chillout, bất ngờ giành được giải "Album của năm" và giúp cô có tên tại đề cử "Nghệ sĩ mới của năm" tại Giải thưởng Âm nhạc Cống hiến lần thứ 8.

## Tiểu sử
Phạm Thu Hà sinh ra tại Hải Phòng. Cô là con út trong một gia đình có ba anh chị em, ngay từ nhỏ cô đã thể hiện mình có khả năng về âm nhạc.
Từ năm 2000 đến 2004, cô học hệ trung cấp chính quy (4 năm) khoa thanh nhạc Học viện âm nhạc quốc gia Việt Nam.
Năm 2005 đến 2010 học hệ đại học chính quy (5 năm) khoa biểu diễn thanh nhạc Học viện âm nhạc quốc gia Việt Nam.
Năm 2011 đến 2013 học và tốt nghiệp cao học chính quy (2 năm) khoa biểu diễn thanh nhạc Học viện âm nhạc quốc gia Việt Nam.
Ngày 7/10/2015, Phạm Thu Hà nhận bằng tốt nghiệp Thạc sĩ sau gần hai năm tốt nghiệp. Đây là đợt nhận bằng của toàn khóa tại Học viện Âm nhạc Quốc gia Việt Nam.

## Sự nghiệp
- Sự nghiệp của cô ban đầu nghiêng nhiều về màu sắc cổ điển. Với giọng nữ cao trữ tình được đào tạo bài bản và điêu luyện, Phạm Thu Hà bước chân vào thị trường âm nhạc năm 2012 và debut với album "Classic Meets Chillout". Album đã ghi dấu ấn với giọng hát cổ điển trên nền nhạc điện tử, mang về cho cô giải Cống hiến năm 2013. Từ đó, cô mang âm nhạc cổ điển hòa quyện với các thể loại khác nhau, gần gũi với tai nghe của công chúng.

- Album thứ hai của cô "Tựa như gió phiêu du" là album mang đậm dấu ấn cá nhân của Phạm Thu Hà, giọng hát bán cổ điển, kỹ thuật nhưng không gồng cứng mà mềm mại uyển chuyển cùng cách truyền tải cảm xúc khiến album cũng thành công về mặt thương mại và được đánh giá tốt giống như album đầu tay của cô.

- Từ đó đến nay, Phạm Thu Hà vẫn tiếp tục cho ra những sản phẩm âm nhạc kết hợp cổ điển với mọi thể loại âm nhạc khác.
- Phạm Thu Hà còn phát triển sự nghiệp kinh doanh riêng. Cô từng đảm nhận cương vị Chủ tịch Hội đồng quản trị Công ty truyền thông TH Media & Communications[1]. Tuy nhiên, gần đây cô nói đã tạm dừng kinh doanh để tập trung cho công việc ca hát.[2]
- Phạm Thu Hà cũng tham gia nhiều hoạt động thiện nguyện (Một ngày cùng các trẻ em làng trẻ SOS Hà Nội [3]; Thương về miền Trung[4]...).

## Đánh giá
"Phong độ thật vững như vàng nung vừa đúng tuổi! Ta cảm nhận như cô không hát mà chỉ là bay bổng cùng với giai điệu mà thôi, vì cô hát nhẹ tênh ngay với những nốt cao nhất! Giọng hát của người nữ ca sĩ này đã đưa đêm nhạc lên một đẳng cấp sang trọng hẳn."— NSƯT Thành Lộc

## Sản phẩm âm nhạc

### Album phòng thu
- Classic Meets Chillout (2012)
- Tựa như gió phiêu du (2014)[6]
- Hà Nội... yêu! (2015)
- Giai điệu tự hào (2018)
- Chạm (2019)
- Đi qua miền nhớ (tình khúc Trần Lệ Giang) (2025)

### LP/Đĩa than
- Đường em đi (tình khúc Phạm Duy) (2017)

### EP
- Tình thu (2011)
- Habanera (New Mix) (2012)
- Trong (2025)

### Đĩa đơn
| Năm  | Tên                           | Chú thích                              |
| ---- | ----------------------------- | -------------------------------------- |
| 2012 | "Lụa"                         |                                        |
| 2012 | "'Xuân tàn"                   |                                        |
| 2013 | "Khi màu nắng tắt"            |                                        |
| 2013 | "Bài hát ru cho anh" (Spring) | Dự án Bốn mùa (Four Seasons)           |
| 2013 | "Và cơn mưa tới" (Summer)     | Dự án Bốn mùa (Four Seasons)           |
| 2014 | "Em sẽ đến" (Fall/Winter)     | Dự án Bốn mùa (Four Seasons)           |
| 2015 | "Bốn mùa nhớ"                 |                                        |
| 2018 | "Vũ điệu bình minh"           |                                        |
| 2020 | "Anh ở nơi đâu"               | Nhạc phim "Truyền thuyết về Quán tiên" |
| 2021 | "Đôi bờ"                      |                                        |
| 2022 | "Thầy tôi"                    |                                        |
| 2024 | "Những khúc hát cho con"      |                                        |
| 2024 | "Con là trời xanh của mẹ"     |                                        |

### Album tuyển tập
- Khúc ca ly biệt – The Classical Phạm Duy (Vol.1) (2013)
- Ôi giàn thiên lý đã xa – The Classical Phạm Duy (Vol.2) (2014)

### Liveshow cá nhân
- Chân dung âm nhạc, ngày 5 tháng 10 năm 2019 tại Nhà hát Lớn, Hà Nội[7]
- Về nhà, tại Nhà hát lớn Hải Phỏng, ngày 25 tháng 10 năm 2019[8]

### Dự án âm nhạc
- Live Studio Session (2023)[9]
- Cổ Điển Music Video (2025)

## Giải thưởng
- Giải Cống Hiến của năm 2013 cho "Album của năm" do báo Thể thao và Văn hóa tổ chức [10]
- Đề cử Giải Cống Hiến của năm 2013 cho "Nghệ sĩ mới của năm" do báo Thể thao và Văn hóa tổ chức [11]

## Vinh danh
- Con đường âm nhạc, VTV thực hiện năm 2022[12]

## Đời tư
Cô có một đời chồng và hai người có với nhau một người con trai, tuy nhiên cả hai đã ly hôn. Hiện cô vẫn chưa tái hôn với bất kỳ ai.